# 尼科萊特鎮區 (明尼蘇達州尼科萊特縣)
尼科萊特鎮區（英語：Nicollet Township）是位於美國明尼蘇達州尼科萊特縣的一個行政鎮區。

## 地方資料
尼科萊特鎮區的面積為86.39平方千米，當中陸地面積為84.91平方千米，而水域面積為1.48平方千米。根據2020年美國人口普查的數據，當地共有人口483人，而人口密度為每平方千米5.59人。